# 何塞·加列戈斯·阿诺萨
何塞·加列戈斯·阿诺萨（西班牙語：José Gallegos y Arnosa，1857年5月3日—1917年9月20日）是西班牙画家和雕塑家。

## 生平
1857年5月3日出生于加的斯省赫雷斯-德拉弗龙特拉。青年时代与萨尔瓦多·桑切斯·巴尔布多是挚友，都酷爱绘画。身为雪利酒酒庄职员的父亲将他送入皇家聖費爾南多美術學院学习建筑和绘画，师从费德里科·马德拉索。毕业后，他来到摩洛哥的丹吉尔，被那里的异国情调所吸引，继而创作了许多画。之后来到马德里，举办个人画展。在马德里待了一段时间后，他又搬到了威尼斯，受到了马里亚诺·福图尼东方主义的影响。1891年，他的画作在柏林国际美术展览会上获得金奖。1900年至1906年，他为家乡赫雷斯的圣地亚哥教堂设计了许多雕塑作品。1917年在意大利王国羅馬首都廣域市安濟奧逝世。

## 遗产
加列戈斯的作品收藏于世界各地，包括西班牙马德里普拉多博物馆、索菲娅王后国家艺术中心博物馆、美国波士顿美術館、德国包岑博物馆和俄罗斯圣彼得堡宗教历史博物馆等。
2007年，安达卢西亚文化部在马德里的一场拍卖会中以35,000欧元的价格购得画作《红衣主教的访问》（La visita del cardenal），放置在加的斯省博物馆对公众展出。

## 画集

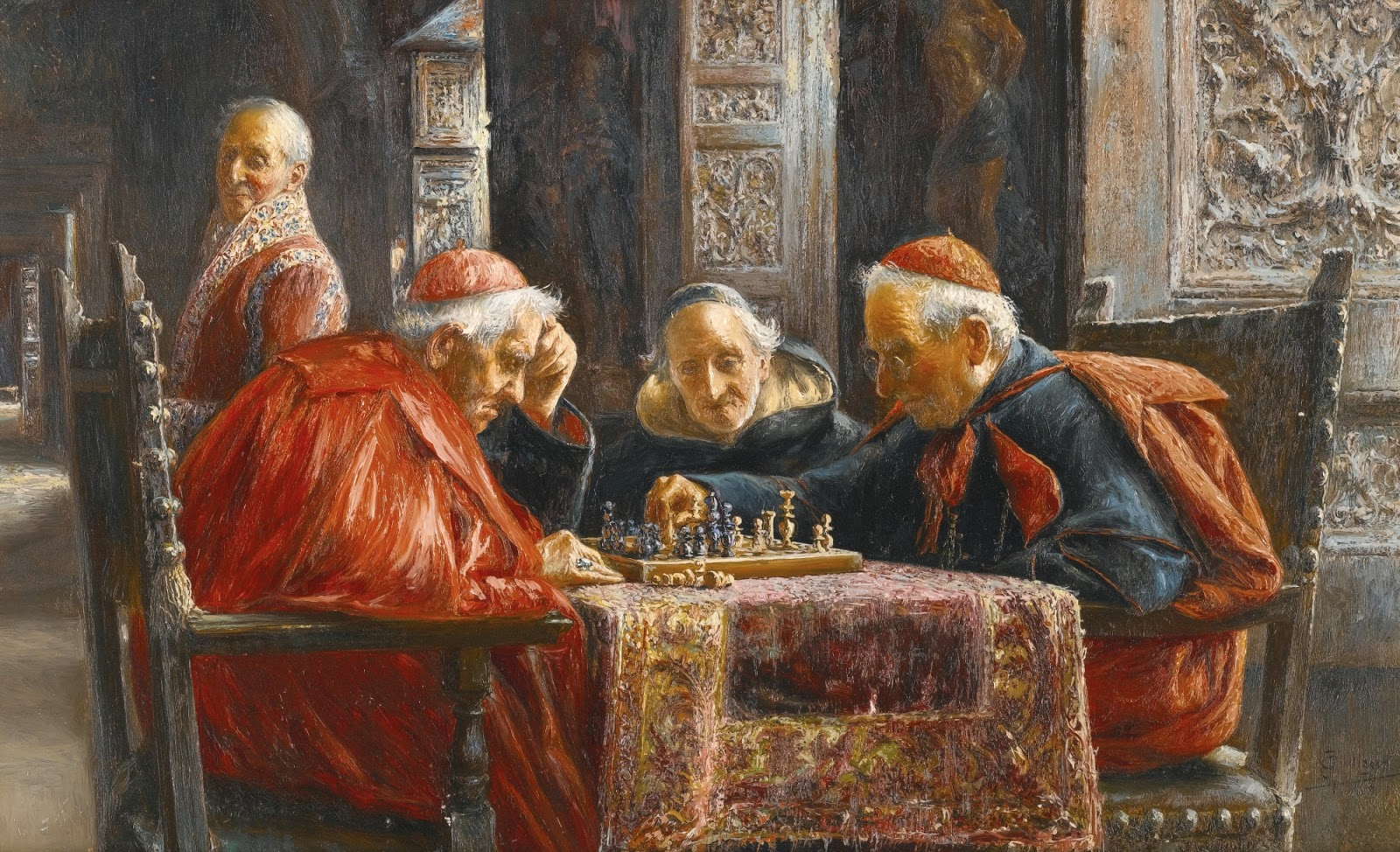
国际象棋
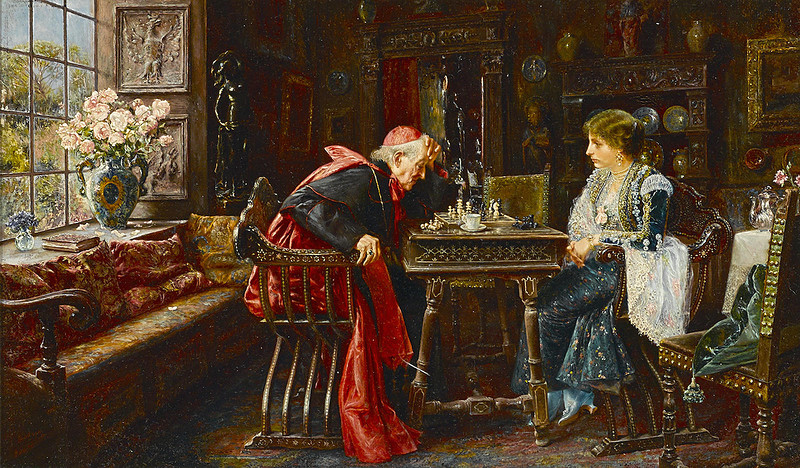
下一步
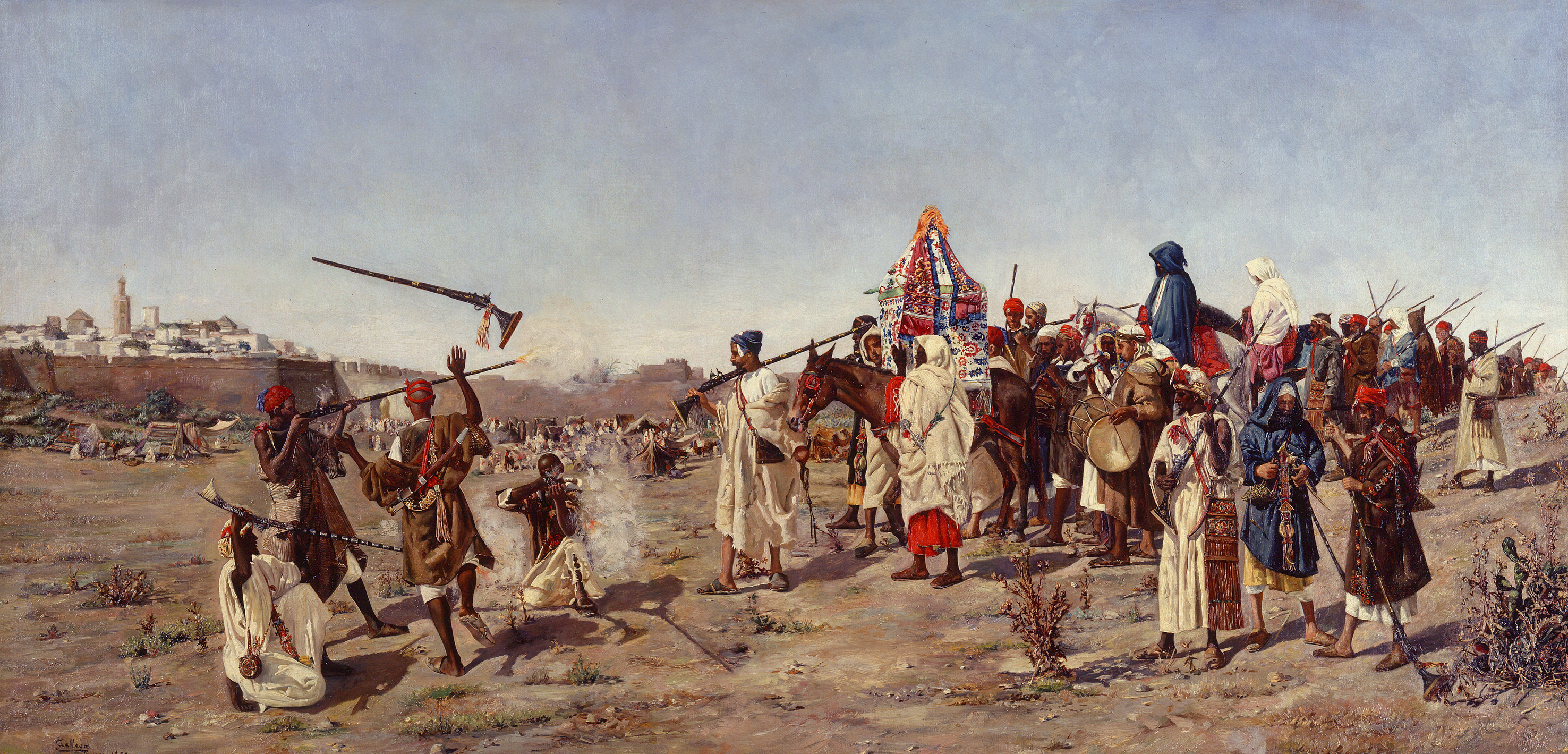
1881年，收藏于普拉多博物馆
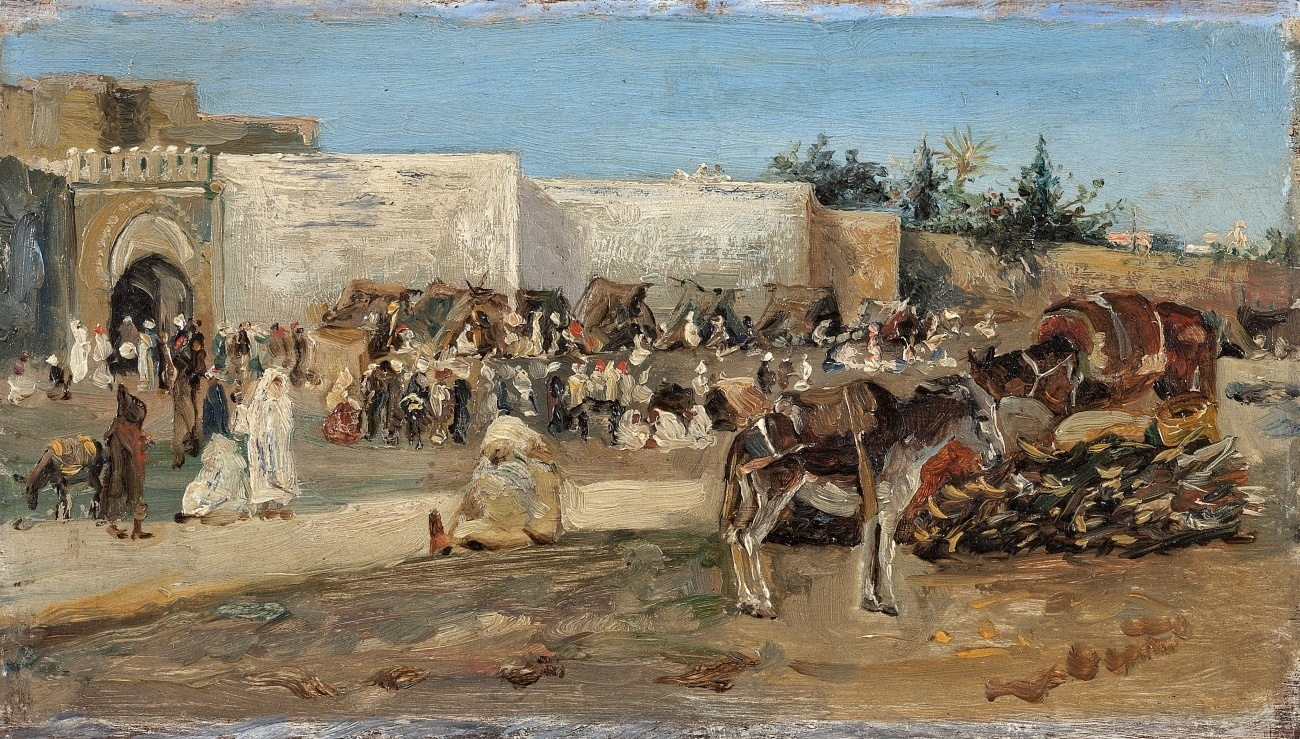
1879年
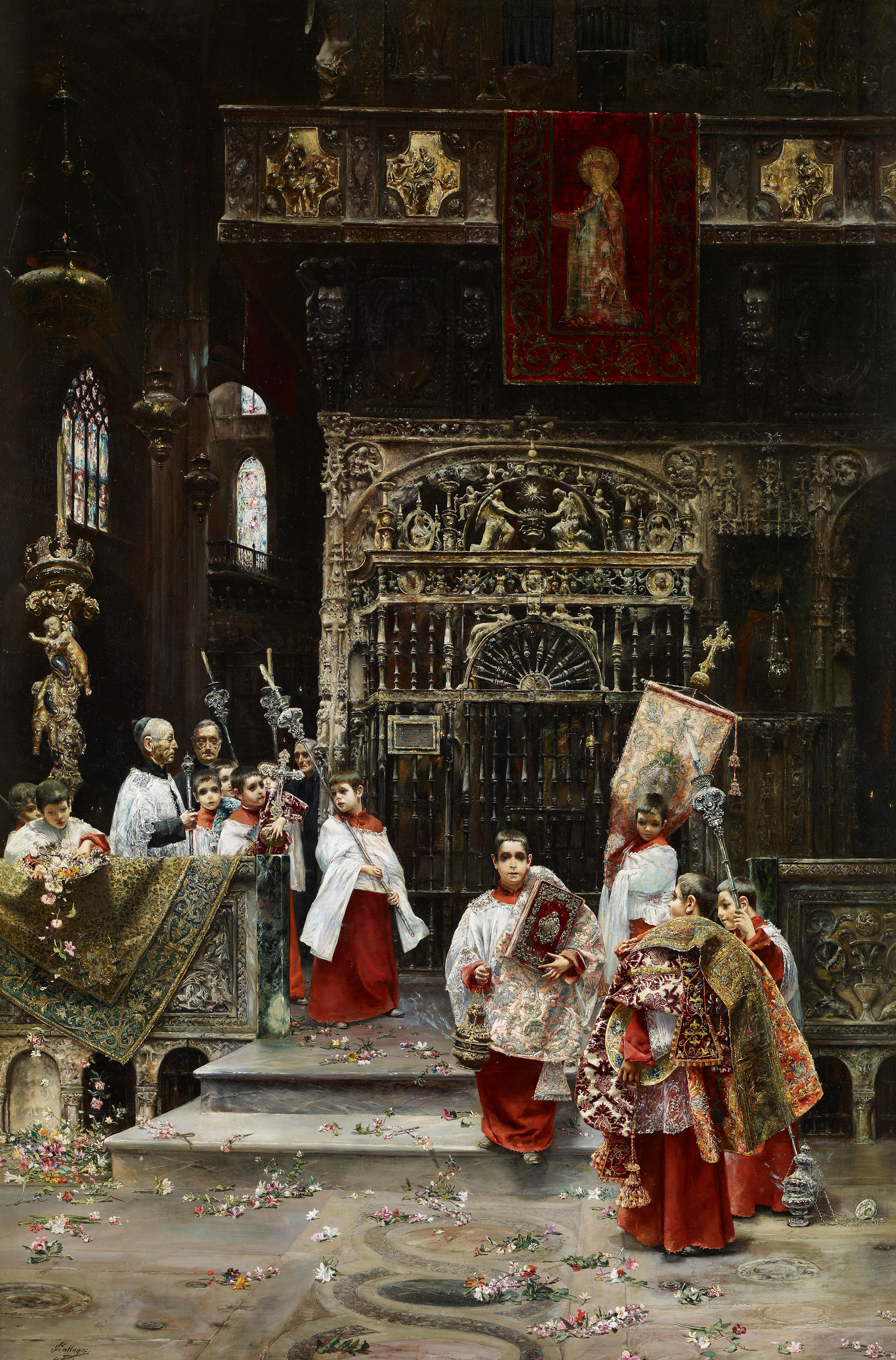
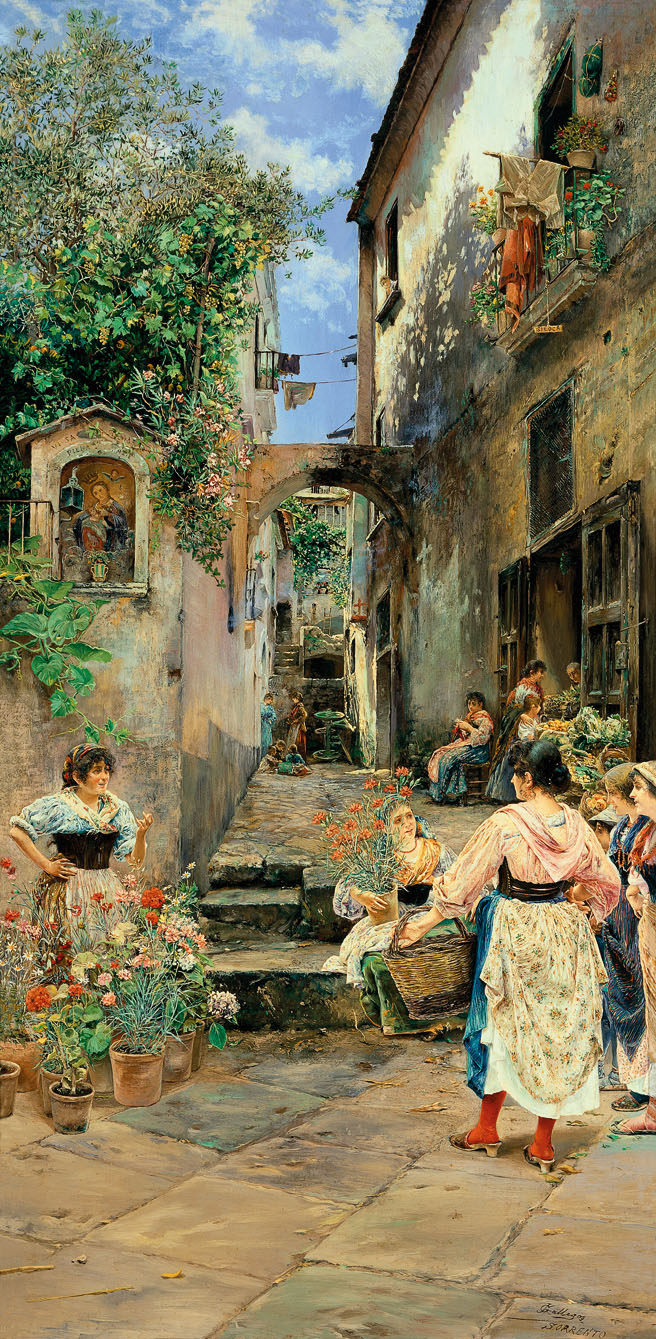